# Pseudochiridium africanum
Pseudochiridium africanum är en spindeldjursart som beskrevs av Beier 1944. Pseudochiridium africanum ingår i släktet Pseudochiridium och familjen Pseudochiridiidae. Inga underarter finns listade i Catalogue of Life.